# Cartes perses

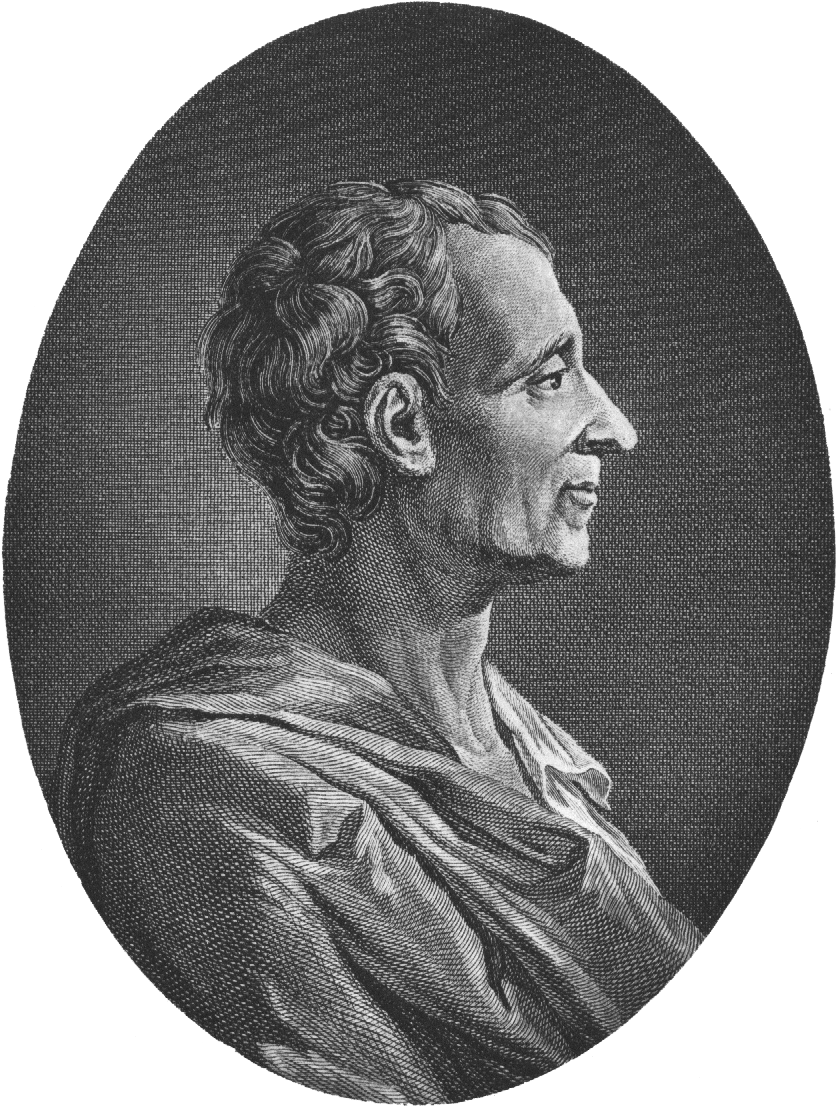
Montesquieu, escriptor de Cartes perses

Cartes perses (Lettres persanes) és una novel·la epistolar escrita l'any 1721 per Montesquieu, un dels filòsofs francesos més importants de la Il·lustració. Aquesta novel·la és una col·lecció de correspondència fictícia entre dos perses viatjant a través d'Europa, Usbek i Rica, i entre aquests i els seus amics a Pèrsia. La narrativa s'estén al llarg de vuit anys.

## Trama i context
A Cartes perses, la societat occidental és descrita des del punt de vista de dos estrangers, Usbek i Rica, dos perses que viatgen a través d'Europa i es reuneixen principalment a França. La correspondència es manté tant entre els dos perses i els seus amics a Pèrsia com entre Usbek i Rica mateix. No només el tema de la societat francesa és central, sinó que també el personatge Usbek és seguit de prop. El seu pensament és dividit, d'una banda les idees modernes d'Europa i, de l'altra, la seva fe musulmana. A més, és confrontat amb una revolta al seu serrall i el suïcidi de la seva dona favorita, Roxane. En canvi, Rica no té problemes d'adaptació als costums europeus. A mesura que la trama continua, Rica escriu més i més sobre aquest tema, mentre que Usbek es tanca sobre si mateix i gairebé només pensa en Pèrsia.
L'elecció de personatges "exòtics" va permetre indirectament a Montesquieu la possibilitat de criticar els europeus del segle xviii, especialment els francesos i els seus costums, cosa que normalment era impossible a l'època. Tot i això, la novel·la va ser publicada anònimament a Amsterdam. A la introducció de les Cartes perses, Montesquieu nega ser-ne l'escriptor i diu que només havia traduït el llibre.
Cartes perses és escrit en forma de novel·la epistolar i es compon de 161 cartes. Això dona la possibilitat a l'escriptor de canviar de punt de vista i opinió i d'ensenyar diferents circumstàncies. Per exemple, la narrativa té lloc, entre d'altres, a París, que és vista com a ciutat representativa de la societat occidental. A més, aquest gènere contribueix a la credibilitat de la narrativa. Si bé és ficció, sembla real.

## Les cartes i el seu significat
Cartes perses és principalment conegut per les crítiques de Montesquieu a diferents aspectes de la societat francesa. De fet, es burla dels francesos. Al principi el lector veu sobretot els perses en relació amb les normes i valors francesos de l'època, però ràpidament esdevé clar que el text és escrit sarcàsticament i emmiralla els mateixos francesos. Per reforçar el missatge, s'utilitzen recursos literaris com hipèrboles i contraposicions.
Una de les coses més importants que Montesquieu denuncia en aquesta novel·la epistolar és la monarquia. Anomena aquest sistema una "arma fatal", perquè els tres poders (legislatiu, executiu i judicial) són units sota una persona, el rei. No se salva en Cartes perses, tot com el sistema judicial. A la seva obra L'esperit de les lleis, Montesquieu escriu en detall sobre aquest tema.
Un altre tema de les Cartes perses és el comportament dels francesos que, especialment, es mostra descrivint les dones. En principi els dos perses admiren la llibertat de les franceses però, després, observen com aquesta llibertat es transforma en autoritat i poder de la dona sobre l'home (com a la carta CVI). A més, Montesquieu critica la importància que atorga la dona a la seva aparença. I és que la dona vol romandre jove i agradar a la societat.